# Янко Костанди
Янко Костанди е строител във Варна от края на XIX век.
През периода 1865-1869 г. с дарения от Параскева Николау майстор Янко Костанди строи храма "Свети Николай" и двуетажна болница в непосредствена близост до руините на античните Римски терми.
На 9 октомври 1882 г. комисията за построяването на катедралния храм Успение Богородично във Варна ангажира като архитект Янко Костанди. На 15 март 1884 г. комисията възлага ръководството на строежа на тревненския майстор Генчо Кънев.
Янко Костанди е член на Варненския градски съвет през 1888 г.